# Pucanganom (Rongkop)
Pucanganom is een bestuurslaag in het regentschap Gunung Kidul van de provincie Jogjakarta, Indonesië. Pucanganom telt 3439 inwoners (volkstelling 2010).